# Limoneta sirimoni
Limoneta sirimoni là một loài nhện trong họ Linyphiidae.
Loài này thuộc chi Limoneta. Limoneta sirimoni được Robert Bosmans miêu tả năm 1979.